# 왕도마뱀과
왕도마뱀과(Varanidae)는 무족도마뱀하목에 속하는 도마뱀의 일종이다. 육식성과 과식성 도마뱀 분류군이다. 멸종된 메갈라니아, 코모도왕도마뱀 및 악어왕도마뱀을 포함한다.

## 하위 속
- 왕도마뱀속 (Varanus)
- 바다왕도마뱀속 (Lanthanotus) - 바다왕도마뱀과(Lanthanotidae)로 분류하기도 한다.